# 대한민국 민법 제544조
대한민국 민법 제544조는 이행지체와 해제에 대한 민법조문이다.

## 조문
제544조(이행지체와 해제) 당사자일방이 그 채무를 이행하지 아니하는 때에는 상대방은 상당한 기간을 정하여 그 이행을 최고하고 그 기간내에 이행하지 아니한 때에는 계약을 해제할 수 있다. 그러나 채무자가 미리 이행하지 아니할 의사를 표시한 경우에는 최고를 요하지 아니한다.

第544條(履行遲滯와 解除) 當事者 一方이 그 債務를 履行하지 아니하는 때에는 相對方은 相當한 期間을 定하여 그 履行을 催告하고 그 期間內에 履行하지 아니한 때에는 契約을 解除할 수 있다. 그러나 債務者가 미리 履行하지 아니할 意思를 表示한 境遇에는 催告를 要하지 아니한다.

## 사례
- 을은 2년 전 자신의 건물을 갑에게 팔기로 하고 계약을 맺고 계약금과 중도금까지 받았는데 잔금을 지급할 때가 돼서 갑이 잔금지급을 계속 연기하였다. 을은 잔금지급기일이 지나 계약을 해제하기 위해 잔금이행을 촉구하는 편지를 보냈으나 매수인 갑은 그 집에 살지 않아 편지는 계속 반송되고 갑은 지금까지 1년 넘게 행방불명 상태이면 민법 제 544조에 따르면 기간을 정해 잔금을 지급하라는 최고(일종의 독촉)를 하고 그 기간 내에잔금을 지급하지 않을 경우에 비로소 계약을 해제할 수 있다[1].

- 원고는 2004년 가을에 개봉된 영화 거액을 투자했다 손해를 보자 2003년 상반기에 영화를 개봉하기로 한 당초 합의를 어기고 이듬해 가을에 개봉하는 바람에 손해를 입었다며 투자주관사인 피고를 상대로 투자금 전액을 배상하라는 소송을 냈으나 민법 제544조에 의해 채무불이행을 이유로 계약을 해제하려면 당해 채무가 계약의 목적 달성에 있어 필요불가결하고 이를 이행하지 않으면 계약의 목적을 달성할 수 없어 채권자가 계약을 체결하지 않았을 것이라고 여겨질 정도의 주된 채무이어야 하고 부수적인 채무를 불이행한 데에 지나지 않은 경우에는 계약을 해제할 수 없다. 영화의 개봉시기는 투자계약의 주된 채무가 아니기 때문에 제작 사정으로 당초 약속보다 개봉이 지연돼 투자자가 손해를 입더라도 영화제작사나 투자주관사는 손해배상 책임이 없다[2].

- 예컨대 초대장의 주문, 결혼식에 입기 위한 웨딩드레스의 주문 등, 정기행위의 이행의 시기가 계약상 결정적으로 극히 중요한 의미를 갖기 때문에 그 시기에 이행하지 않으면 채권자는 그 계약의 목적을 달성할 수 없기 때문에 이행 후에 계약을 해제함에 있어서 유예기간을 두고 이행의 최고를 할 필요는 없으나 해제의 의사표시는 필요하다[3].

- 새 아파트를 1억 원에 전세를 주고 있는데 임차인이 아파트 내부를 심하게 훼손시켰고 이는 임차건물을 보관할 채무를 위반한 결과가 되어 채무불이행에 따라 계약을 해제할 수 있다[4].

- 갑은 피망상인 을에게 건피망 매각 위탁했고, 을은 위 피망시세가 상당히 상승해 매각처분할 수 있을 때까지 무상으로 보관해 주기로 약정했다. 을은 위 건피망을 보관하면서 갑에게 수시로 피망시세를 알려주고 수차 매각을 권유했으나, 갑은 계속적으로 거절한 경우, 민법 제544조에 따라 채권자의 수령이 가능한 때에는 상당한 기간을 정해 수령을 최고하고 그 기간 내에 수령하지 않으면 계약을 해제할 수 있다[5].

- 아파트 단지 건설시행사 A는 건설예정토지 소유자인 B에게 구 주택법 제18조의 2에서 정한 매도청구권을 행사하여 부동산매도청구의 소를 제기하여 B에게 ‘A로부터 이 사건 부동산의 시가에 상당하는 5억원을 지급받음과 동시에 A에게 '매매를 원인으로 하는 소유권이전등기절차를 이행할 것’ 등을 명하는 판결이 선고되어 확정되었다. 그 후 B는 A에게 자신의 소유권이전등기절차의무에 관한 이행을 제공하면서 기간내에 대금지급을 하지 않으면 매매계약이 해제된다’는 뜻을 알렸으나 A는 위 대금지급의무를 이행하지 않는 경우, 계약을 해제할 수 있다[6].

## 판례
- 부동산 매도인이 중도금의 수령을 거절하였을 뿐만 아니라 계약을 이행하지 아니할 의사를 명백히 표시한 경우 매수인은 신의성실의 원칙상 소유권이전등기의무 이행기일까지 기다릴 필요 없이 이를 이유로 매매계약을 해지할 수 있다[7]

- 계약에 있어서 당사자의 일방이 미리 자기 채무를 이행하지 아니할 의사를 표명한 때에는 상대방은 이행의 최고 없이 바로 계약을 해제할 수 있다[8]

## 같이 보기
- 이행지체
- 해제
- 계약법
- 정기행위
- 이행거절
- 대한민국 민법 제400조